# 青木宏一郎
青木 宏一郎（あおき こういちろう、1963年11月1日 - ）は、日本の実業家。ホテルニューグランド総支配人。

## 人物・経歴
1963年生まれ。1986年3月立教大学経済学部卒業。1986年3月帝国ホテル入社。2011年4 月企画部長、2013年4月執行役員企画部長、2015年4月執行役員宿泊部長、2017年2月株式会社ホテルニューグランド入社、執行役員 営業部門統括副総支配人就任。2017年4月より現職。